# Lina Gorys
Lina Gorys fue una actriz de cine y teatro argentina.

## Carrera
Fue una damita joven de los escenarios porteños que se destacó en algunas obras teatrales durante la década de 1950. Formada en el conjunto del Teatro Independiente La Máscara, compartió cartel con grande actores como Ernesto Bianco, Claudia Fontán y María Elena Sagrera.
En 1953 integró el personal de la compañía del Teatro Cervantes, junto con Adriana Alcock, Pedro Aleandro, Rosa Catá, Rufino Córdoba, José De Ángelis, Myriam de Urquijo, José María Gutiérrez, Fanny Navarro y Esteban Serrador.
En 1954 trabajó en la obra El amor de Barba Azul, que se estrenó en el Teatro Smart, en una compañía encabezada por Alberto Closas, Malisa Zini y Héctor Méndez. Allí también compartió escenario con Adolfo Linvel, Mayra Duhalde, Nina Marqui y la española Isabel Pradas.
En cine apareció en la película El millonario en 1955, dirigida por Carlos Rinaldi, guion de  Carlos A. Petit y protagónicos de Adolfo Stray y Pierina Dealessi.
La revista Talia la definió en 1955 como "Una actriz que surgió, llena de posibilidades guiado por un gran entusiasmo por las tablas".

## Filmografía
- 1955: El millonario.

## Teatro
- 1950: La loca del Chaillot.
- 1953: ...esta noche en Samarcanda
- 1954: El amor de Barba Azul.